# Црква Светог пророка Илије у Бистражину
Црква Светог пророка Илије се налазила у Бистражину, насељеном месту на територији општине Ђаковица, на Косову и Метохији. Припадала је Епархији рашко-призренске Српске православне цркве.

## Положај и историјат
Стара црква посвећена Светом Пророку Илији се налазила на брегу изнад села, на темељима старог црквишта, подигнута је 1930. године, између Првог и Другог светског рата. Као лепа и скромна сеоска црква зидана је од делимично тесаног камена са звоником на западној страни. Она је разорена и спаљена априла 1941. године, када су Албанци спалили сва црногорска села у Метохији. Црква је обновљена 1991. године

## Разарање цркве 1999. године
Албански екстремисти су цркву озбиљно оштетили ручним бомбама у јуну 1999. године, након доласка италијанских снага КФОР-а.